# 誇り高き男
『誇り高き男』（ほこりたかきおとこ、The Proud Ones）は1956年のアメリカ合衆国のシネマスコープ西部劇映画。監督はロバート・D・ウェッブ、出演はロバート・ライアンとジェフリー・ハンターなど。原作はヴァーン・アサナスの小説『不屈の人々』（原題：The Proud Ones）。

## ストーリー
カンザス州にある小さな町の保安官であるキャス・シルバー（ロバート・ライアン）は、新しく完成した鉄道で最初のテキサスの住民等が到着することに問題があると予想していた。町に新しくできた酒場の経営者である「正直者」のジョン・バレット（ロバート・ミドルトン）は、ビジネスの好機だと期待していた。 バレットと保安官のシルバーはお互いの間にしこりとなるような経緯があったので、バレットの方はこの保安官を片付けてしまいたいと思っていた。さらに悪いことには、元トレイル・カウボーイの1人であった副保安官のサッド・アンダーソン（ジェフリー・ハンター）は、数年前にシルバーが別の町で射殺したガンファイターの息子であった。サッドはこのときの事件の復讐したいと考えている。なぜならシルバーがあの時父親のガンファイターを撃ったとき、父親は丸腰であったとずっと信じてきたからである。この映画では最終的に、サッドは真実を悟り、保安官が町に法律と秩序が回復するのを助けることになる。

## キャスト
| 役名     | 俳優                 | 日本語吹替 | 日本語吹替    | 日本語吹替    |
| 役名     | 俳優                 | TBS版      | フジテレビ版1 | フジテレビ版2 |
| -------- | -------------------- | ---------- | ------------- | ------------- |
| シルバー | ロバート・ライアン   | 黒沢良     | 納谷悟朗      | 石田太郎      |
| サッド   | ジェフリー・ハンター | 野沢那智   | 中田浩二      | 村山明        |
| サリー   | ヴァージニア・メイヨ | 平井道子   | 鈴木弘子      | 弥永和子      |
| バレット | ロバート・ミドルトン |            | 島宇志夫      | 加藤正之      |
| ジェイク | ウォルター・ブレナン |            | 槐柳二        | 槐柳二        |
| ジム     | アーサー・オコンネル |            |               | 有本欽隆      |
| パイク   | ケン・クラーク       |            |               | 笹岡繁蔵      |
| チコ     | ロドルフォ・アコスタ |            |               |               |
| ディロン | ジョージ・マシューズ |            |               | たてかべ和也  |
| マーカム | フェイ・ループ       |            |               | 有本欽隆      |
| ドック   | エドワード・プラット |            |               | 上恭ノ介      |
| ボルトン | ウィット・ビッセル   |            |               | 岡和男        |

- TBS版：初回放送1968年4月26日
- フジテレビ版1：初回放送1973年11月23日『ゴールデン洋画劇場』
- フジテレビ版2：初回放送1982年5月9日
  - その他の声の出演：山口健、猪瀬明子、沢木郁也、小粥よう子
  - 演出：春日正伸、翻訳：飯嶋永昭、調整：近藤勝之、効果・選曲：赤塚不二夫＆PAG、制作：コスモプロモーション

## 音楽
- 「誇り高き男のテーマ」（US No. 39 - 1956年7月）ライオネル・ニューマン作曲、ネルソン・リドル録音。
- 日本ではスリー・サンズの演奏による主題曲が日本ビクターから発売され、レコード売上は50万枚を超える大ヒットになった[3]。また、主題曲は文化放送『ユア・ヒット・パレード』で1956年度の年間9位を記録している[4]。また京都の関西故紙回収協同組合が移調しインストルメンタルにして、古紙回収車の告知に使用している。